# Pipistrel Velis Electro
Pipistrel Velis Electro är ett ultralätt helt eldrivet flygplan som tillverkas av Pipistrel i Ajdovščina i Slovenien. 
Planet, som är typgodkänt av EASA, är försett med en elmotor på 57,6 kW och två litiumjonbatterier på 
11 kWh som ger det en flygtid på upp till 50 minuter. Planet har plats för två personer och är främst avsett som skolflygplan. År 2024 hade omkring 100 flygplan levererats till kunder i ett 30-tal länder.
Hösten 2021 leasade Danmarks flygvapen två Velis Electro. De placerades på 
Flyvestation Karup där de skulle användes för grundutbildning av nya piloter och avrostning av erfarna piloter. På grund av planens begränsade flygtid användes de främst för träning av starter och landningar. Leasingkontraktet löpte på två år och förnyades inte.